# Fie copilul binecuvântat
Fie copilul binecuvântat (titlu original: Bless the Child) este un film american thriller de groază supranaturală din 2000 regizat de Chuck Russell. Rolurile principale au fost interpretate de actorii Kim Basinger, Jimmy Smits, Angela Bettis, Rufus Sewell, Christina Ricci și Holliston Coleman. Urmărește o femeie care descoperă că nepoata ei, pe care a adoptat-o, este căutată de un cult satanic care încearcă să-i folosească abilitățile supranaturale. Se bazează pe romanul cu același nume al scriitoarei Cathy Cash Spellman.

## Distribuție
- Kim Basinger - Maggie O'Connor
- Angela Bettis - Jenna O'Connor
- Rufus Sewell - Eric Stark
- Christina Ricci - Cheri Post
- Holliston Coleman - Cody O'Connor
- Jimmy Smits - FBI Agent John Travis
- Michael Gaston - Detective Frank Bugatti
- Lumi Cavazos - Sister Rosa
- Eugene Lipinski - Stuart
- Ian Holm - Reverend Grissom
- Dimitra Arliss - Dahnya
- Anne Betancourt - María
- Helen Stenborg - Sister Joseph